# Виталиано Камарка
Виталиано Дино Камарка е италиански журналист, редактор и типограф, който има силно влияние върху културното и икономическо развитие на града Амантеа, Калабрия. Той се откроява с организирането на литературни и филмови събития.

## Биография
Виталиано Камарка е роден на 12 юли 1921 г. в Скиглиано. Учи в класическия лицей, но не завършва своето образование. От ранна възраст, той развива своите разностранни интереси, част от които са чуждите езици. Тои говори перфектно френски, испански, немски и гръцки.

### Годините през войната
Виталиано камарка участва във Втората Световна Война. Той прекарва няколко години като войник в Гърция, където първоначално бива затворник. След това бива преместен заедно с другите италиански войници в затворническия немски лагер Сталаг XII-F. Той успява да избяга, но бива заловен цели три пъти. По време на прекараните месеци в лагера, Виталиано Камарка успява да развие един от забележителните си таланти, той успява да печата вестник, въпреки забраната от нацистите за публикуването на каквато и да била информация.
Благодарение на помощта от семейството му, някои от личните му предмети биват открити. Став въпрос за една пощенска картичка, която Мишел, бащата на Виталиано, му изпраща през лятото на 1944 г., докато Виталиано е затворник в немския лагер. Оригиналът бива закупен от Ebay от жител на Амантеа и благодарение на професора Роберто Муси, едно копие бива открито и дадено на семейството.
Ужасното преживяване от лагера приключва благодарение на намесата на американската армия през 1945 г. След като приключва своята военна служба, Виталиано Камарка се връща в Амантеа, което е на 25 години.

### Животът му в Амантеа и журналистическата му кариера
Като всички ветерани от войната, след войната, Виталиано Камарка получава някаква помощ за намиране на работа от местните институции. Първоначално работи като младши ръководител в общината, после като секретар в училището, но и в двата случая не успява да издържи повече от два дни на работа.
Страстта му към журнализма го отвежда към закупуването на специална машина, която му позволява да печата първите си творби като писател-типограф. След това заема пост като кореспондент на ANSA за Gazzetta del Sud и Il Mattino di Napoli (италиански вестници).
През многобройните си пъувания в чужбина, той изработва също международни новинарски статии и става началник на вестника на ветераните от войната, наречен La tribù.

### Културните събития
Бидейки привързан към родното си място, Виталиано Камарка разбира, че туризмът би бил един добър отрасъл за социално и икономическо развитие на Амантеа. Чрез своите инициативи, той се опитва да популяризира Амантеа както на национално, така и на свтовно ниво.
Той създава туристическото бюро на Амантеа и става президент на местното Pro Loco.

### Награда за литература „Амантеа“
През 1962, той създава наградата за литература „Амантеа“ (Premio Letterario Amantea), конкурс организиран в Lido Azzurro. Целта на събитието е да даде ценност на местността чрез специфични теми : истории, чиято цел е да покажат красотата и цветовете на пейзажа, Тиренскийското крайбрежие, и също да покаже фолклора, ценността на местните традиции на общността, също както и научни експозиции и всичко останало в духа на Калабрия. За участие е било възможно представянето на роман, който е нов, оригинален, никога не е бил публикуван, и който да не съдържа повече от 60 печатни страници. Ръкописът е трябвало да бъде изпрати на комисията на Наградата за литература на Амантеа, т.е. в кметството на Амантеа. Виталиано Камарка се е заемал ръчно с подбора на участниците, прочита и евентуалната поправка на текстовете, и най-накрая, той се е занимавал с избора на членовете на комисията, съставена от именити публицисти и писатели. Президентът на комисията на първото издание на този конкуср за литературна награда е ректор на Университета в Месина по това време.
Наградата за първо място е вила в размер от 5000 лири, дадено от кмета по време на танцовално тържество, организирано в чест на победителя, на комисията и чест на статията относно събитието във вестника „La Croce del Sud“, чийто директор е бил самият Виталиано Камарка. Бидейки също типограф, Камарка съставя също печатането на текстове и изображенията на кориците на книгите. Други по-малки награди биват раздавани за други интересни творби.
След смъртта на Виталиано Камарка, наградата за литература продължава своето съществуване чрез инициативата на различни граждани на Амантеа, но не успява на пожъне същия голям успех.

### Фестивалът за Средиземноморски Филм
На 19 август 1964, Виталиано камарка създава Фестивалът за Средиземноморски Филм (Rassegna del Film Mediterraneo). Събитието се състои на Арена Сиколи, едиственото кино в гада Амантеа.
Фестивалът представлявал прожектирането на филми, които през годината пожъват забележителен успех. Гестивалът бива топло приет от гражданите на Амантеа, но само, Арена Сиколи бива запълнена с местни жители и с туристи, показващо социалниата важност на града в региона.
Обикновено Фестивалът се развива между месеците юли и август. Първото издание започва на 24 юли и приключва на 4 август 1964 г. Изданията продължават до 1969 г.
През осмото си издание, Ла Гуаримба Международен Филмов Фестивал посвещава награда на името на Виталиано камарка, който поставя основите на киното в Амантеа.
Виталиано Камарка почива на 1 декември 1969 г. в Амантеа.